# 小笠原持長 (京都小笠原氏)
小笠原 持長（おがさわら もちなが）は、室町時代中期の室町幕府幕臣（奉公衆）、有職故実家。小笠原流弓馬故実の基礎を築いた人物である。
室町幕府の近習にあり、応永30年（1423年）に幕府的始の射手を務め、永享2年（1430年）には6代将軍足利義教の「御弓師」（弓術師範）となっている。歌道に通じ、清巌正徹の『草根集』などにも名が見える。
長禄2年（1458年）没、享年75。

## 所領
御前落居記録に所領に関する以下の裁判記録が残る。
「小笠原備前守持長申備中国草間村惣領識【付庶子分】同村内宮地条事」（永享2年（1431年）年12月23日付）
雅楽持忠が甥の持長に譲った備中国草間村の所領について、守護の細川氏による押領を訴えたもの。過去の法令に照らしおじから甥への相続は有効であり、持長の相続は有効とされた。
「相国寺領山城国寺田庄与小笠原備前守持長知行分同国富野郷相論堺事」（永享4年（1432年）年8月12日付）
持長が知行する山城国富野郷（京都府城陽市富野）と相国寺領の寺田庄（同寺田）との境相論で、富野郷側の中間狼藉により寺田庄側が勝訴した。

## 著書
「騎射秘抄」、「射礼私記」、「射御拾遺集」、「笠懸日記」等。